# BC Волка
BC Волка (лат. BC Lupi) — одиночная переменная звезда в созвездии Волка на расстоянии (вычисленном из значения параллакса) приблизительно 6826 световых лет (около 2093 парсеков) от Солнца. Видимая звёздная величина звезды — от менее +16m до +13m.

## Характеристики
BC Волка — красная пульсирующая переменная звезда, мирида (M) спектрального класса M. Эффективная температура — около 3289 K.